# Fahrradsteuer
Die Fahrradsteuer (seltener auch Radfahrsteuer genannt) war eine Steuer auf den Besitz von Fahrrädern, Motorrädern und Automobilen. Heute gibt es die Kraftfahrzeugsteuer, die jedoch nicht auf Fahrräder angewendet wird, weil sie keine Kraftfahrzeuge sind.

## Geschichte
Eine Fahrradsteuer wurde erstmals in Frankreich eingeführt, mit Gesetz vom 28. April 1893. Diese galt auch für Motorräder und Automobile. Italien folgte landesweit diesem Beispiel am 22. Juli 1897.
In Deutschland führten zuerst Bremen und das Großherzogtum Hessen 1899 eine solche Steuer ein. Besitzer von Fahrrädern, Motorrädern und Automobilen hatten eine so genannte „Fahrkarte“ (heute Fahrzeugschein) zu beantragen, auf die eine Stempelsteuer erhoben wurde. Sie betrug in Hessen z. B. 5 Mark für Fahrräder und 5 bis 50 Mark für Automobile, je nach deren Größe, Kaufpreis und Leistungsfähigkeit. Von der Steuer befreit waren Militärpersonen, Lohnarbeiter, soweit sie das Gefährt für den Arbeitsweg nutzten, Gewerbetreibende mit einem Jahreseinkommen bis 1.500 Mark und Kururlauber.
In Frankreich verlangte man 6 Francs pro Fahrradsitz jährlich, bei Motorrädern 12 Francs je Sitz. Im Jahr 1900 kamen auf diese Weise immerhin 5,5 Millionen Francs in die Steuerkasse, die auf insgesamt 987.130 Fahrräder und 2897 Automobile erhoben wurde.
In Österreich wurde die Fahrradsteuer in mehreren Bundesländern in der Ersten Republik eingeführt, so 1933 in Oberösterreich, 1934 in Salzburg und 1935 in Kärnten. In der Steiermark wurden 1936 bis 1938 je 5 Schilling erhoben. Mit Unterstützung des Radfahrer-Gauverbandes und des Gewerkschaftsbundes sammelte ein Assistent der Technischen Hochschule Graz, Traugott Schiffmann, 6.000 Unterschriften dagegen und wurde deswegen behördlich verfolgt. Aufgehoben wurde die Steuer nach dem so genannten Anschluss Österreichs durch den NS-Staat.
1945 wurde im Saargebiet eine Fahrradsteuer in Höhe von 12 RM jährlich eingeführt. Die Besteuerung erfolgte personenbezogen und war durch eine Radfahrmarke im Personenausweis nachzuweisen.
Die in der Schweiz letztmals 2011 für die Fahrradkennzeichen erhobene Gebühr war eine Haftpflichtversicherung für die Radfahrer und keine Steuer.